# تنگیز کیتووانی
تنگیز کیتووانی (گرجی: თენგიზ კიტოვანი؛ زادهٔ ۹ ژوئن ۱۹۳۸) سیاستمدار بازنشسته و فرمانده نظامی سابق اهل گرجستان است. وی در اوایل دهه ۱۹۹۰ فرماندهی گارد ملی گرجستان را برعهده داشت و به عنوان وزیر دفاع خدمت می‌کرد. او و جابا یوسلیانی از اعضای شورای نظامی گرجستان بودند.

## زندگی و فعالیت‌ها
کیتووانی در تفلیس متولد شد و فارغ‌التحصیل هنرهای زیبا است. وی برای مؤسسه دولتی تبلیغات تفلیس بین سالهای ۱۹۶۷ و ۱۹۶۹ به عنوان نقاش فعالیت کرده‌است.
در اوایل سال ۱۹۹۰ که جنبش استقلال طلبی در گرجستان شوروی به اوج خود رسید، کیتووانی وارد سیاست شد. وی در همان سال به عضویت شورای عالی گرجستان انتخاب شد که ریاست آن را زویاد گامساخوردیا برعهده داشت. کیتووانی با گامساخوردیا ارتباط نزدیکی داشت. در دسامبر ۱۹۹۰، گامساخوردیا فرمان ایجاد گارد ملی گرجستان را صادر و کیتووانی را به عنوان رئیس آن منصوب کرد. سرانجام در اوت سال ۱۹۹۱ کیتووانی و گامساخوردیا با هم تضاد پیدا کردند، و کیتووانی از فرماندهی گارد ملی اخراج شد. پس از عزل، کیتووانی ادعا کرد اسنادی در اختیار دارد نشان می‌دهند گامساخوردیا به دستور رهبران کودتای اوت قصد دارد گارد ملی را منحل کند اما اسنادی را که ادعا می‌کرد در تأیید این موضوع است، ارائه نداد. کیتووانی حاضر نشد از گارد ملی کناره‌گیری کند. وی با نیروهای خود از تفلیس خارج شد و خود را به تنگه رکونی رساند. این اتفاق نقطه آغاز سقوط گامساخوردیا بود.

## درگذشت
تنگیز کیتووانی در ۱۳ نوامبر ۲۰۲۳ در سن ۸۵ سالگی درگذشت.